# 박승 (발해)
박승(朴昇, ?~?)은 발해의 유민이다.

## 생애
발해가 멸망한 뒤인 938년에 3,000여호를 이끌고 고려로 망명했다. 발해에서 구체적으로 어떤 인물이었는지는 알 수 없지만 발해 유민 3,000여호를 이끌고 왔다는 점과 《고려사》에서 그의 이름이 따로 언급된 점을 보아 귀족이거나 발해 지배층 인물로 추정되며, 박(朴)씨는 신라 귀족 성씨이기에 그가 신라계 사람이었을 것이라는 추측도 존재한다.